# Niklas Ajo
Pour les articles homonymes, voir Ajo.
Pas d'image ? Cliquez ici
Niklas Ajo, né le 10 juillet 1994 à Valkeakoski, est un pilote de vitesse moto finlandais.

## Résultats

### Par saison
| Saison | Catégorie | Moto    | Course | Victoire | Podium | Pôle | Record du tour | Points | Classement final |
| ------ | --------- | ------- | ------ | -------- | ------ | ---- | -------------- | ------ | ---------------- |
| 2010   | 125 cm3   | Derbi   | 1      | 0        | 0      | 0    | 0              | 0      | NC               |
| 2011   | 125 cm3   | Aprilia | 15     | 0        | 0      | 0    | 0              | 19     | 21e              |
| 2012   | Moto3     | KTM     | 8      | 0        | 0      | 0    | 0              | 21*    | 18e*             |
| Total  |           |         | 24     | 0        | 0      | 0    | 0              | 40     |                  |

- * Saison en cours.

### Courses par année
(Les courses en italiques indique le record du tour)
| Année | Catégorie | Moto    | 1      | 2       | 3      | 4       | 5      | 6      | 7       | 8      | 9      | 10      | 11      | 12  | 13      | 14      | 15      | 16  | 17      | classement final | Points |
| ----- | --------- | ------- | ------ | ------- | ------ | ------- | ------ | ------ | ------- | ------ | ------ | ------- | ------- | --- | ------- | ------- | ------- | --- | ------- | ---------------- | ------ |
| 2010  | 125 cm3   | Derbi   | QAT    | SPA     | FRA    | ITA     | GBR    | NED    | CAT     | GER    | CZE    | IND     | RSM     | ARA | JPN     | MAL     | AUS     | POR | VAL Ret | NC               | 0      |
| 2011  | 125 cm3   | Aprilia | QAT 17 | SPA Ret | POR 14 | FRA Ret | CAT 13 | GBR 16 | NED Ret | ITA 22 | GER 10 | CZE Ret | IND Ret | RSM | ARA Ret | JPN Ret | AUS Ret | MAL | VAL Ret | 21e              | 19     |
| 2012  | Moto3     | KTM     | QAT 13 | SPA Ret | POR Ex | FRA 15  | CAT 21 | GBR 14 | NED 8   | GER 14 | ITA 11 | IND     | CZE     | RSM | ARA     | JPN     | MAL     | AUS | VAL     | 18e*             | 21*    |

- * Saison en cours.